# Kašov
Kašov est un village de Slovaquie situé dans la région de Košice.

## Histoire
Première mention écrite du village en 1298.
La localité fut annexée par la Hongrie après le premier arbitrage de Vienne le 2 novembre 1938. En 1938, on comptait 507 habitants dont 10 d'origines juives. Elle faisait partie du district de Sátoraljaújhely (hongrois : Sátoraljaújhelyi járás). Durant la période 1938 -1945, le nom hongrois Kásó était d'usage. À la libération, la commune a été réintégrée dans la Tchécoslovaquie reconstituée.

## Démographie

### Évolution de la population
| Année:               | 1994. | 2004.    | 2014.   | 2024.   |
| -------------------- | ----- | -------- | ------- | ------- |
| Nombre de personnes: | 354   | 278      | 288     | 294     |
| Différence:          |       | -21,46 % | +3,59 % | +2,08 % |

| Année:               | 2023. | 2024.   |
| -------------------- | ----- | ------- |
| Nombre de personnes: | 288   | 294     |
| Différence:          |       | +2,08 % |